# Ajax Camacho

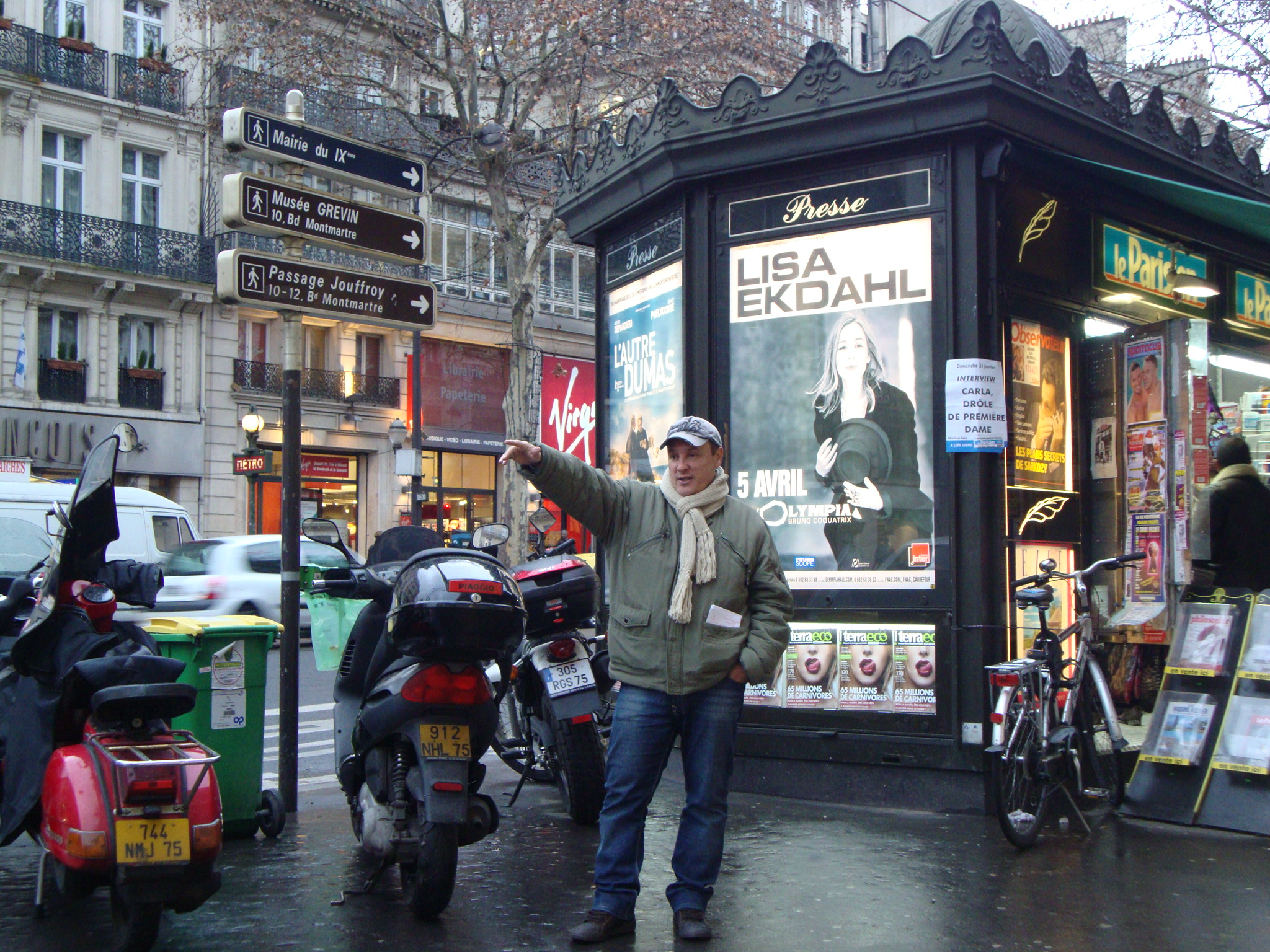
Ajax Camacho em Paris

Ajax Camacho (Porto Alegre), é diretor de televisão, com diversos trabalhos na área de teledramaturgia, documentários, linha de shows, comerciais, endomarketing empresarial e vídeos de treinamento para área de recursos humanos. 
Estreou na televisão como assistente da diretora Tizuka Yamazaki na telenovela Amazônia, em 1995, na Rede Manchete. Em seguida, foi convidado por Walter Avancini para ser um dos diretores da novela Xica da Silva. 
Em 1998, na Rede Globo, dirigiu diversos episódios do seriado Você Decide, com direção geral de Herval Rossano. No ano seguinte, Ajax assumiu o projeto independente "Cenas do Rio", na TV Bandeirantes, uma teledramaturgia com crônicas sobre a vida dos bastidores suburbanos da cidade, num total de 14 episódios semanais.
Em 2001, de volta à TV Globo, Ajax dirigiu os episódios "Histórias da Noite", do programa Altas Horas, comandado por Serginho Groisman. Com 10 minutos de duração, eram histórias polêmicas sobre diversos assuntos ligados aos jovens e à sociedade, com temas como AIDS, Homossexualidade, Prostituição, Tortura, OVNIS, Violência, Sexo, Relacionamento,etc. - depois discutidos por Serginho e seus convidados. Foram 20 episódios, sempre com atores jovens e iniciantes, que lançou vários nomes, como Paola Oliveira, Tânia Khalil, Rodrigo Brassoloto, Mariana Guimarães, entre outros. 
Em 2002 foi para Angola, na África, onde ficou até 2007, dirigindo diversos programas e documentários.
Retornando ao Brasil, dirigiu diversas campanhas nacionais para o Ministério da Saúde: Prevenção de Sífilis (Com Glória Pires e Orlando Morais, Tony Ramos e Camila Pitanga), TUBERCULOSE (Com Lázaro Ramos), AIDS – com os vts “sorodiscordantes” e “sem camisinha é diferente”, Endometriose (com Cléo Pires), além de Doação de Sangue (com Patrícia Pillar e Letícia Sabatella), DSTs (com Dado Dolabella) e Apoio ao Fundo Global de Alimentação. 
Em 2009 dirigiu e fez a produção musical do produto “BEIJO ME LIGA” da Endemol/Globo (um formato de teledramaturgia onde os diálogos acontecem sempre pelo celular), criando uma direção ágil e uma estética envolvente e antenada com o perfil do jovem urbano vidrado em tecnologia e música. Gravado em high definition com uma câmera 2K digital (a mesma usada no filme Slumdog Millionaire) e finalização com áudio 5.1, os 20 episódios de “BEIJO ME LIGA” tiveram exibição diária pelo Multishow e canais HD Globosat em horários diversos, de outubro a dezembro.
Em 2010, 1 mês em Paris para ver locações para o Projeto Conectados. Comercial para o Dia Mundial da Diabetes para a produtora XBrasil com Paula Toller. Clipe para o Ministério do Turismo/ Policia Federal sobre prostituição infantil. 
Em 2011, conceituou e dirigiu os comerciais para a Divisão de Propagandas da Central Globo de Comunicação relacionados aos projetos da Globo Rio, no total de 18 filmes, envolvendo a capital e seus municípios. A partir da ideia do projeto Intuição (criação original de Ajax Camacho) inicialmente apresentado para o Multishow, Ajax junto ao diretor Mário Márcio Bandarra e a roteirista Ingrid Zavarezzi, apresentaram para Central Globo de Produções e surgiu o programa Malhação Conectados no qual Ajax dirigiu.
Em 2012, Ajax Camacho dirigiu a novela Malhação. Criou e gravou o piloto da série Abençoados.
Em 2014, Ajax Camacho dirigiu o documentário "O mundo Estrambótico de José Cândido Carvalho" que foi exibido na Record News por Campos dos Goytacazes. 
Em 2015, Ajax Camacho dirigiu o quadro "Hoje é dia de" do programa Como Será pela Bossa Nova Filmes, exibido na Rede Globo. Ainda em 2015, Ajax Camacho dirigiu (durante quatro meses) na emissora Rede Record a novela "Os Dez Mandamentos". Também participou da equipe de direção e direção de dublagem do longa-metragem "Os Dez Mandamentos" (filme que bateu recorde de bilheteria nos cinemas nacionais).
Em 2016, Ajax Camacho dirigiu "A Terra Prometida", novela exibida pela Rede Record. Em 2017, foi homenageado com o Troféu Nelson Rodrigues, como diretor de dramaturgia pela novela A Terra Prometida.
Em 2017, dirigiu "O Rico e Lázaro", pela Rede Record.
Em 2018, Ajax Camacho está na nova produção da Record, a novela "Jesus".
Em 2019 , dirigiu " Jezabel" macro- série  parcialmente gravada no Marrocos pela TV Record 
Em 2019 , dirigiu a novela Topíssima TV Record 
Em 2019/2020 , dirigiu a novela Amor sem Igual TV Record 
Em 2020 na Pandemia Ajax criou a série Ameaça Invisível TV Record rodada remotamente em 8 países e 5 capitais brasileiras 
Em setembro de 2020 volta a rodar Amor sem Igual que tinha sido interrompida pela Pandemia. Foi a primeira produção brasileira a voltar a gravar com todos os critérios técnicos de segurança 
Em 2021 fez o clipe musical da novela Genesis
Em 2021 cria  o filme e a série A MOIRA projeto em finalização 
Em 2022 dirigiu a macro- série Todas as Garotas em Mim TV Record 
Em 2022 gravando cenas restantes de Ameaça Invisível TV Record 
Em 2023 dirigiu a série Estranho Amor produção da Visom, TV Record e AXN /Sony

## Principais trabalhos realizados
2021 - Rede Record - Ameaça Invisível 
- 2017
  - Rede Record- Dirigiu a novela O Rico e Lázaro.
- 2016
  - Rede Record- Dirigiu a novela A Terra Prometida.
- 2015
  - Rede Record- Dirigiu a novela Os Dez Mandamentos.
- 2015
  - Rede Globo- "Hoje é dia de" - programa Como Será.
- 2012
  - Rede Globo- Dirigiu a novela Malhação.

- 2011
  - Rede Globo- Comerciais para Divisão de Propagandas da Central Globo de Comunicação relacionados aos projetos da Globo Rio.
  - Rede Globo- Dirigiu a novela Malhação - Malhação Conectados.

- 2010
  - Comercial para o Dia Mundial da Diabetes para a produtora XBrasil com Paula Toller.
  - Clipe para o Ministério do Turismo/ Policia Federal sobre prostituição infantil

- 2009
  - BEIJO ME LIGA (Endemol/Globo), uma série de 20 episódios diários de 15 minutos, que acompanha a vida de 6 jovens de uma grande cidade, através da comunicação entre eles pelo celular: Amigos inseparáveis, eles vivem os conflitos típicos do final da adolescência. Ajax criou uma edição conceitual, ágil e personalizada, repleta de referenciais musicais da galera jovem e antenada. Primeira dramaturgia da Endemol no Brasil, BEIJO ME LIGA bateu recordes de audiência do canal Multishow e concorre ao premio Prix-Jeneusse 2010 em Munique.

- - Campanha Nacional para o Ministério da Saúde, Fundo Global para a Tuberculose e X-Brasil, de prevenção e combate à Tuberculose.

- 2008

- - Campanhas Publicitárias Nacionais para o Ministério da Saúde e X-BRASIL: Prevenção de Sífilis (Com Glória Pires e Orlando Morais, Tony Ramos e Camila Pitanga), Tuberculose (Com Lázaro Ramos), Endometriose (com Cléo Pires), e Apoio ao Fundo Global de Alimentação.

- 2007
  - Rede Globo – Endomarketing empresarial.

- - Campanhas Publicitárias Nacionais sobre AIDS para a Associação Interdisciplinar de AIDS e X-BRASIL, com 4 filmes publicitários: "Sorodiscordantes", "Sem Camisinha é Diferente"; Doação de Sangue com Letícia Sabatella e Patrícia Pilar e DSTs, com Dado Dolabella.

- 2005 / 2007
  - ANGOLA EM MOVIMENTO – Revista jornalística semanal do Governo de Angola para o povo, evolução do antigo "Nação Coragem", promovendo e incentivando a reconstrução do país.

- - Seriado "Papa n'Gulo e Xico Caxico", sitcom que faz uma crítica social, com dois anti-heróis que representam tudo o que pode acontecer de errado na atual sociedade Angolana.

- - DVD PROMOCIONAL do compositor PAULO SÉRGIO VALLE;

- 2004
  - Institucionais para a TV Globo - "PROJAC – 9 ANOS" e "SANDY & JR  NA GLOBO".

- - Trabalhos para a Televisão Pública de Angola - TPA - "JOVEM MANIA" – Revista jovem com variedades, humorísticos, documentários e musicais, "AS COISAS QUE SEI" – Documentários sobre os lugares históricos de Luanda, além de diversos vídeos para o Governo de Angola sobre DSTs - AIDS, dependência química, planejamento familiar, nutrição, etc.

- 2002/03
  - Direção artística do programa "NAÇÃO CORAGEM", da produtora LINK-Orion, uma revista jornalística semanal do Governo de Angola para o povo, promovendo a reintegração social da família Angolana, com campanhas educativas sobre AIDS, malária, lixo, nutrição, e muitos outros temas. O grande destaque deste programa foi o "PONTO DE REENCONTRO" que trouxe de volta milhares de desaparecidos e refugiados de guerra de volta às suas famílias.

- - Ainda em 2002, Ajax dirigiu diversos programas para a Televisão Pública de Angola, entre eles "Nila Show" – Programa infanto-juvenil com a apresentadora Nila, com entrevistas, variedades, números musicais, concursos, clips e debates."3 por 3" – Quiz show com premiações. "Em Foco"- Jornalismo ao vivo. "Janela Aberta" - Programa de variedades, diário, ao vivo, 2h por dia,  com 2 apresentadores e convidados, com debates, culinária, jornalismo, clips, etc. Também dirigiu documentários culturais sobre a vida e os costumes de tribos e povos de Angola, exibidos na África e na Europa, entre eles "A TRIBO DOS NYANECA" e "EM BUSCA DA PALANCA NEGRA".

- 2001

"Histórias da Noite" – Rede Globo - Teledramaturgia dentro do programa Altas Horas, com histórias sobre temas polêmicos a serem debatidos por Serginho Groisman com seus convidados, falando de aborto, prostituição, homossexualidade, fenômenos paranormais, discos voadores, AIDS/VIH/SIDA, uso de camisinha, violência, drogas, sexo, comportamento, etc. – num total de 20 episódios, exibidos de janeiro a dezembro.
- 2000

Campanhas políticas para diversas Prefeituras do Estado do Rio de Janeiro.
- 1999

"Cenas do Rio", produção independente para a Rede Bandeirantes, com crônicas sobre a vida dos bastidores suburbanos da cidade, num total de 14 episódios semanais em teledramaturgia.
- 1997/98

Você Decide, especiais semanais da Rede Globo, com direção geral de Herval Rossano.
- 1996

Xica da Silva, novela da Rede Manchete, com direção geral de Walter Avancini.